# Большие Атряси
Большие Атряси (тат. Олы Әтрәч) — село в Тетюшском районе Татарстана. Административный центр Большеатрясского сельского поселения.

## География
Находится в Предволжье на реке Шонга, в 17 км к северу от районного центра — города Тетюши.

## История
Было основано в период Казанского ханства. В исторических документах известно также под названиями Старые Шунготы, Старые Атрясы, Теняшево. 
В XVIII — первой половине XIX века жители относились к сословию государственных крестьян. Занимались земледелием (в начале XX века земельный надел сельской общины составлял 1530 десятин), разведением скота.
В «Списке населенных мест по сведениям 1859 года», изданном в 1866 году, населённый пункт упомянут как казённая деревня Старые Атрясы (Теняшево) 1-го стана Тетюшского уезда Казанской губернии. Располагалась при реке Елховке, на Казанском торговом тракте, в 20 верстах от уездного города Тетюши и в 12 верстах от становой квартиры в казённом селе Новотроицкое (Сюкеево). В деревне в 111 дворах жили 688 человек (337 мужчин и 351 женщина). Была мечеть.
По сведениям переписи 1897 года, в деревне Большие Атрясы Тетюшского уезда Казанской губернии жили 1343 человека (674 мужчины и 669 женщин), все мусульмане.
В начале XX века также действовали красильное заведение, 4 ветряные мельницы, крупообдирка, 4 мелочные лавки.
До 1920 года село входило в Никифоровскую волость Тетюшского уезда Казанской губернии. С 1920 года в составе Тетюшского, с 1927 — Буинского кантонов ТАССР. С 10.08.1930 в Апастовском, с 01.02.1963 в Тетюшском районах.

## Население
| 1782 | 1859 | 1897 | 1908 | 1920 | 1926 | 1938 | 1949 | 1958 | 1970 | 1979 | 1989 | 2000 |
| ---- | ---- | ---- | ---- | ---- | ---- | ---- | ---- | ---- | ---- | ---- | ---- | ---- |
| 191  | 688  | 1343 | 1698 | 1514 | 903  | 961  | 670  | 675  | 776  | 669  | 485  | 379  |

Национальный состав села — татары.

## Экономика
Полеводство, молочное скотоводство.

## Инфраструктура
Средняя школа, дом культуры (клуб), библиотека, почтовое отделение, фельдшерско-акушерский пункт. В селе 5 улиц.